# Acer hermoneum
Acer hermoneum é uma espécie de árvore do gênero Acer, pertencente à família Aceraceae.